# ميناء برشلونة
 يملك ميناء برشلونة (بالكتالونية: Port de Barcelona)‏ ، IPA: [ˈpɔɾ ðə βəɾsəˈlonə] ؛ (بالإسبانية: Puerto de Barcelona)‏ تاريخ من 2000 عام وأهمية تجارية معاصرة كبيرة باعتباره أحد موانئ أوروبا الرئيسية في البحر الأبيض المتوسط، فضلاً عن كونه أكبر ميناء في كاتالونيا، حيث يرتبط مع طراغونا . كما أنه ثالث أكبر ميناء في إسبانيا وتاسع أكبر ميناء للحاويات في أوروبا، حيث بلغ حجم التجارة 3.42 مليون حاوية مكافئة في عام 2018. تدار الميناء من قبل هيئة ميناء برشلونة. مساحته 7.86 كيلومتر مربع (3 ميل2) لها مقسمة إلى ثلاث مناطق: بورت فيل (الميناء القديم)، والميناء التجاري / الصناعي، وميناء الخدمات اللوجستية (ميناء برشلونة الحر).
هذا ليس الميناء الوحيد في برشلونة، حيث يوجد أيضًا ميناءان لليخوت / مراسي بحرية إضافية: ميناء أوليمبيك و ميناء فورم سانت أدريا في الشمال.

## نظرة عامة
تتألف منطقة بورت فيل من مرسى أو مرفأ لليخوت، وميناء لصيد الأسماك، ومحطة بحرية للعبارات التي تسافر إلى جزر البليار ووجهات أخرى في البحر الأبيض المتوسط ومحطات أخرى أو سفن إنزال.
في المنطقة المركزية، يضم أيضًا ماريماغنم "Maremagnum" (مركز تسوق ومجمع للحياة الليلية)، وسينما متعددة الإرسال، و آيماكس بورت فيل (مجمع سينما كبير الحجم)، وأكبر حوض مائي في أوروبا، يحتوي على 8000 سمكة و11 سمك قرش في 22 حوضًا. مليئة بستة ملايين لتر من مياه البحر. نظرًا لأنه يقع في منطقة سياحية مخصصة، فإنه يعتبر المركز التجاري الوحيد في المدينة الذي يمكن فتحه في أيام الأحد والعطلات الرسمية. بجانب ماريماغنم يوجد غولوندرينيس "Golondrines"، وهي سفن صغيرة تأخذ السياح لزيارة حول منطقة الميناء وخارجها.
يقع ميناء برشلونة الصناعي في الجنوب ويضم زونا فرانكا "Zona Franca"، وهي حديقة صناعية تطورت داخل ميناء برشلونة.

## معلومات

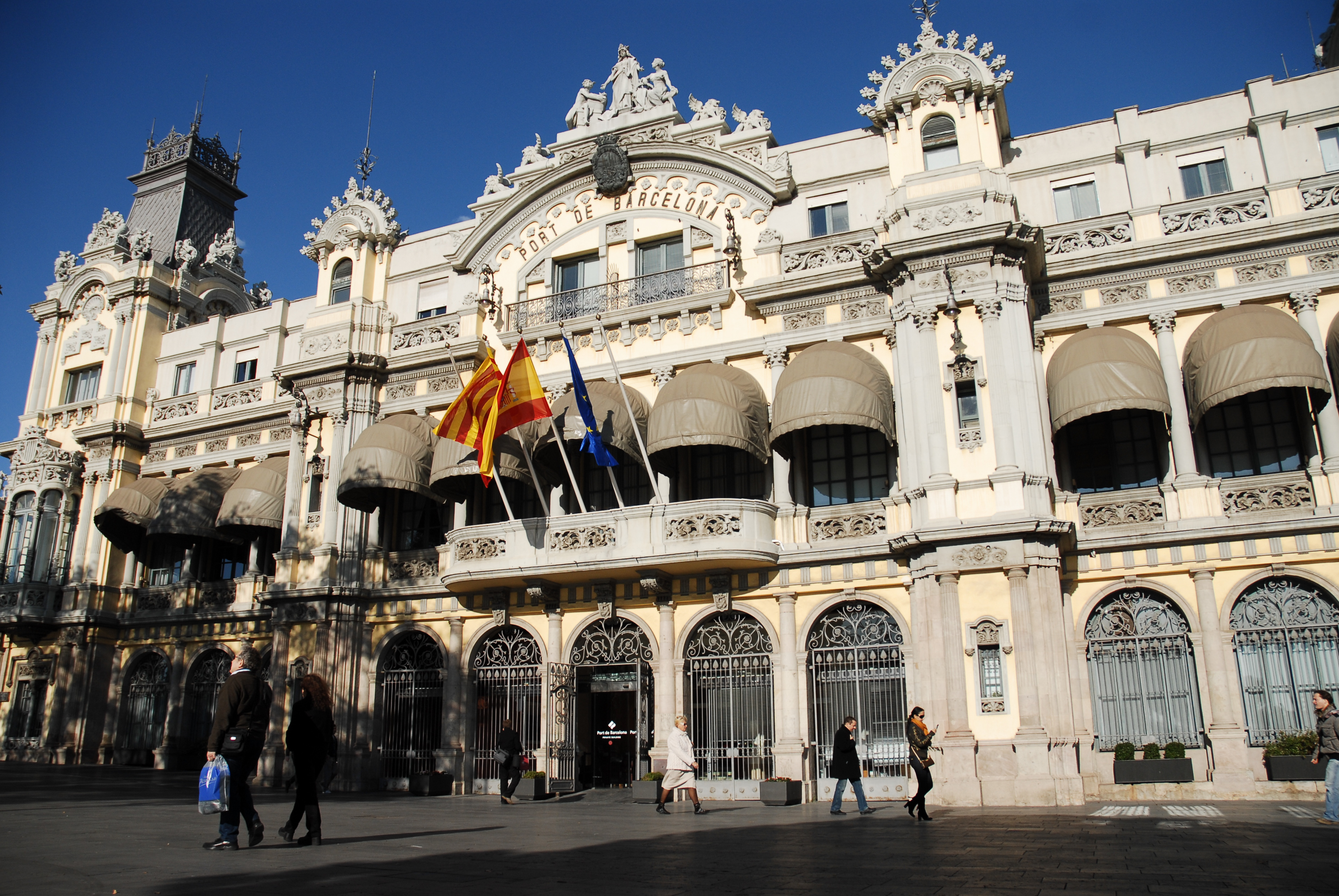
منظر أمامي للمبنى المركزي لميناء برشلونة.

على غرار معظم دول أوروبا الغربية، تراجعت الصناعات التقليدية القديمة في إسبانيا، مثل المنسوجات، في مواجهة المنافسة الأجنبية. أغلقت الشركات الناجية مصانعها في المدينة أو على طول الأنهار، تاركة الأراضي الصناعية المهجورة أو مستعمرات العمال المهجورة. في العديد من الحالات داخل إسبانيا ، انتقلت هذه الصناعات إلى زونا فرانكا ( (بالكتالونية: Polígon Industrial de la Zona Franca)‏ ).
تقع منطقة التجارة الحرة داخل منطقة الميناء، وليس بعيدًا عن وسط مدينة برشلونة، ويسهل الوصول إليها. تبعد 5 كيلومتر (3.1 ميل) بعيدا عن مطار برشلونة الدولي ومتصلة عبر الطريق السريع والسكك الحديدية.

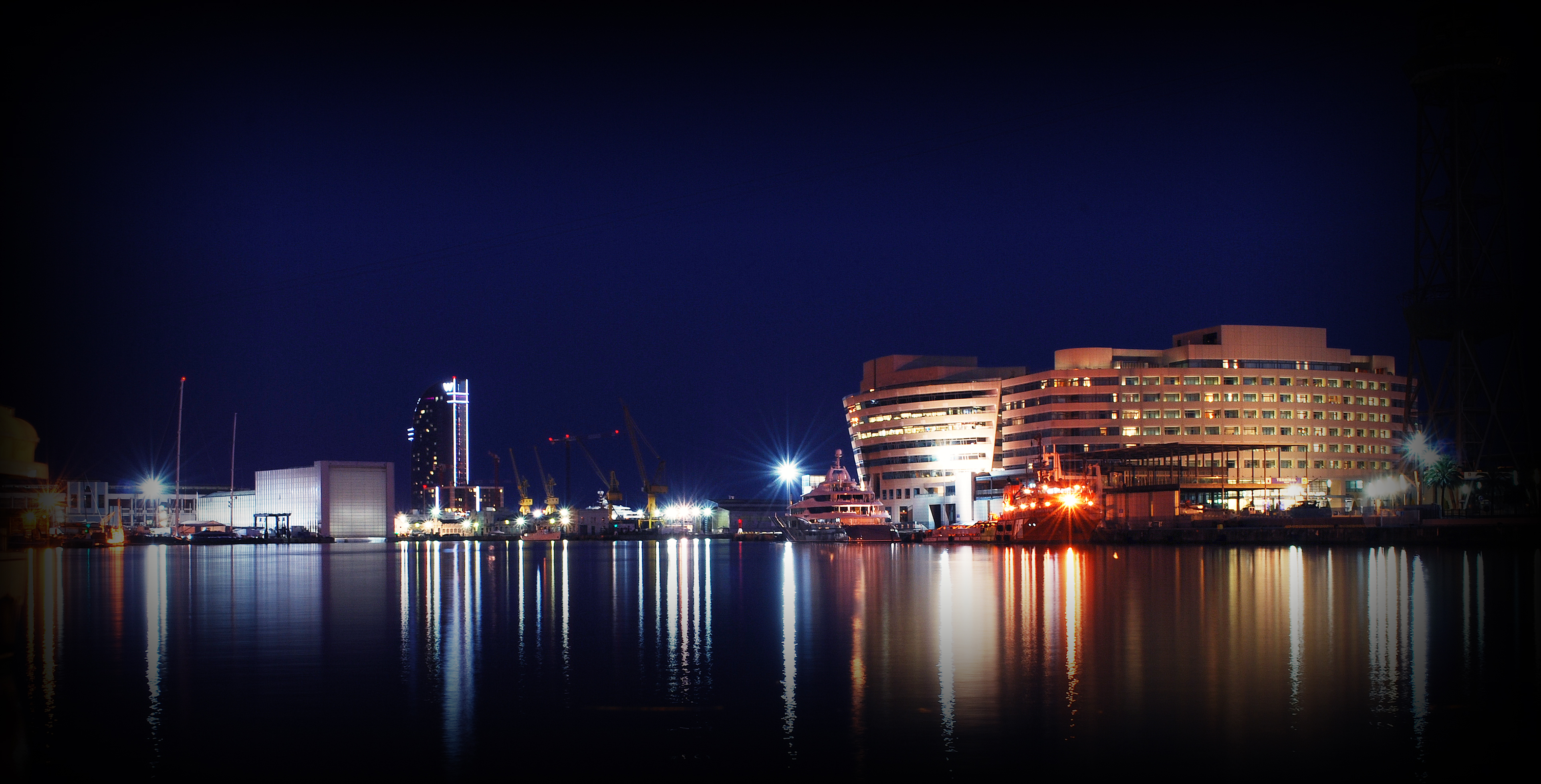
ميناء برشلونة ليلاً

مستثمرو الأعمال هنا يستأجرون مكاتب أو مستودعات. يمكنهم أيضًا اختيار شراء الأراضي لبناء مبانيهم الخاصة.
تقدم منطقة التجارة الحرة سلسلة من الخدمات. وهي مقسمة إلى منطقة خدمة شاملة ومنطقة شحن ومنطقة استقبال ومنطقة مرافق رياضية. لديها خدمة الرسوم الجمركية، خدمة التخزين المستعبدين، نظام الاتصالات والكمبيوتر المتقدم، نظام الأمان، نظام النقل المتعدد المشترك، وما إلى ذلك.

## روابط خارجية
- الموقع الرسمي باللغة الإنجليزية